# أتوتواهي
أتوتواهي (بالإنجليزية: Atutuahi)‏ إله السماوات البولينيزي، إنه نجم الجنوب الذي يرشد البحارة في رحلاتهم التي قد تستمر أشهرا كثيرة. وترفع إليه الترانيم باعتباره والد القمر والنجوم.